# Sajmiri (rodzaj)
Sajmiri (Saimiri) – rodzaj ssaków naczelnych z podrodziny sajmiri (Saimiriinae) w obrębie rodziny płaksowatych (Cebidae).

## Rozmieszczenie geograficznie
Rodzaj obejmuje gatunki występujące w Ameryce Środkowej i Południowej.

## Morfologia
Długość ciała 22–42 cm, ogona 33–47 cm; masa ciała samic 550–1200 g, samców 550–1400 g.

## Systematyka
Rodzaj zdefiniował w 1831 roku niemiecko-duński botanik Joachim Johann Otto Voigt w książce poświęcone historii naturalnej i anatomii porównawczej królestwa zwierząt. Gatunkiem typowym jest (oznaczenie monotypowe) sajmiri wiewiórcza (S. sciureus).

### Etymologia
- Saimiri (Samiris, Saimiris): lokalna nazwa znad Amazonki Caymiri dla sajmiri, zaadaptowana przez Buffona w 1767 roku. Być może pochodzi od brazylijskiego sai lub gai „małpa”[11].
- Chrysothrix: gr. χρυσος khrusos ‘złoto’; θριξ thrix, τριχος trikhos ‘włosy’[12]. Gatunek typowy (oznaczenie monotypowe): Simia sciurea Linnaeus, 1758.
- Pithesciurus: gr. πιθηκος pithēkos ‘małpa’; łac. sciurus ‘wiewiórka’, od gr. σκίουρος skiouros ‘wiewiórka’[13]. Gatunek typowy (oznaczenie monotypowe): Pithesciurus saimiri Lesson, 1840 (= Simia sciurea Linnaeus, 1758).

### Podział systematyczny
Do rodzaju należą następujące gatunki:
| Grafika | Gatunek                 | Autor i rok opisu                                 | Nazwa zwyczajowa       | Podgatunki         | Rozmieszczenie geograficzne | Podstawowe wymiary                       | Status IUCN |
| ------- | ----------------------- | ------------------------------------------------- | ---------------------- | ------------------ | --- | ---------------------------------------- | ----------- |
|         | Saimiri oerstedii       | (Reinhardt, 1872)                                 | sajmiri rdzawogrzbieta | 2 podgatunki       | pacyficzne wybrzeża Kostaryki (Puntarenas, na południe od rzeki Tulín w północnej części gór Herradura) i południowo-zachodnia Panama (Chiriquí) | DC: 28–33 cm DO: 33–43 cm MC: 750–950 g  | EN          |
|         | Saimiri cassiquiarensis | (Lesson, 1840)                                    | sajmiri wenezuelska    | 2 podgatunki       | Kolumbia (wschodnia część Andów na południe do górnego biegu rzeki Magdalena i rzeki Apoporis), południowa Wenezuela (górny bieg rzeki Orinoko) i Brazylia (na północ od rzeki Solimões, na zachód od rzeki Negro)                                                                    | DC: 25–37 cm DO: 36–45 cm MC: 550–1200 g | LC          |
|         | Saimiri macrodon        | D.G. Elliot, 1907                                 | sajmiri równikowa      | gatunek monotypowy | południowa Kolumbia, wschodnie Ekwador, północno-wschodnie Peru i północno-zachodnia Brazylia (na południe od rzeki Apaporis, na wschód do rzeki Japurá i rzeki Juruá, na zachód do rzeki Huallaga i rzeki Ukajali, na południe do rzeki Abujao); zakres wysokości: 200–1200 m n.p.m. | DC: 25–32 cm DO: 34–44 cm MC: 590–1380 g | NE          |
|         | Saimiri ustus           | (I. Geoffroy Saint-Hilaire, 1843)                 | sajmiri nagoucha       | gatunek monotypowy | endemit Brazylii (na południe od rzeki Amazonka, od rzeki Tefé na wschód do rzek Xingu-lriri, na południe do górnego biegu rzeki Guaporé i źródeł rzeki Juruena) | DC: 23–42 cm DO: 31–45 cm MC: 620–1200 g | NT          |
|         | Saimiri collinsi        | Osgood, 1916                                      |                        | gatunek monotypowy | endemit Brazylii (rzeki Xingu-lriri na wschód do rzeki Pindaré, na południe do górnego biegu rzeki Xingu, a także wyspa Marajó) | DC: 25–37 cm DO: 36–47 cm MC: 550–1400 g | LC          |
|         | Saimiri sciureus        | (Linnaeus, 1758)                                  | sajmiri wiewiórcza     | gatunek monotypowy | region Gujana i północna Brazylia (na północ od rzeki Amazonka od rzeki Negro i rzeki Demini, na wschód do ujścia rzeki) | DC: 25–37 cm DO: 36–47 cm MC: 550–1400 g | LC          |
|         | Saimiri boliviensis     | (I. Geoffroy Saint-Hilaire & de Blainville, 1834) | sajmiri czarnołbista   | 2 podgatunki       | wschodnie Peru (na południe od rzeki Marañón), północno-zachodnia Brazylia (na południe od rzeki Solimões, pomiędzy rzekami Juruá i rzeką Tefé) i północna Boliwia (na zachód od rzeki Guaporé)                                                                                       | DC: 26–32 cm DO: 37–43 cm MC: 700–1000 g | LC          |
|         | Saimiri vanzolinii      | Ayres, 1985                                       | sajmiri czarna         | gatunek monotypowy | endemit Brazylii (znany tylko z Reserva de Desenvolvimento Sustentável Mamirauá, na północ od rzeki Solimões) | DC: 22–30 cm DO: 35–41 cm MC: 650–950 g  | EN          |

Kategorie IUCN:  LC  – gatunek najmniejszej troski,  NT  – gatunek bliski zagrożenia,  EN  – gatunek zagrożony;  NE  – gatunki niepoddane jeszcze ocenie.